# Viiri
Viiri est un village de la commune de Emmaste du comté de Hiiu en Estonie.
Au 31 décembre 2011, il compte 25 habitants.